# Эпанг, Гвладис
Гвладис Пасьянс Эпанг (фр. Gwladys Patience Épangue, р.15 августа 1983) — французская тхэквондистка камерунского происхождения, чемпионка мира, Европы и Европейских игр, призёр Олимпийских игр.

## Биография
Родилась в 1983 году в Клиши-ла-Гаренн. В 2000 году завоевала серебряную медаль чемпионата Европы. В 2002 году стала чемпионкой Европы. В 2004 году вновь стала чемпионкой Европы, но на Олимпийских играх в Афинах стала лишь 11-й. В 2005 году опять стала чемпионкой Европы, и завоевала серебряную медаль чемпионата мира. В 2006 году стала серебряной призёркой чемпионата Европы. В 2007 году завоевала серебряную медаль чемпионата мира. В 2008 году вновь стала серебряной призёркой чемпионата Европы, а на Олимпийских играх в Пекине завоевала бронзовую медаль. В 2009 году стала чемпионкой мира. В 2010 году завоевала бронзовую медаль чемпионата Европы. В 2011 году вновь стала чемпионкой мира. В 2015 году стала чемпионкой Европейских игр и серебряной медалисткой чемпионата мира.